# Строительная промышленность в Румынии
Строительная промышленность в Румынии - около 10 % ВВП.
Строительная отрасль Румынии в 2006 году, по оценкам, составила 5,95 % к валовому внутреннему продукту (ВВП) страны. Business Monitor International опубликовала отчет о развитии инфраструктуры в Румынии за второй квартал 2007 года, в котором они прогнозируют средний темп роста промышленности в размере 6,84 % за период 2007—2011 годов.
Строительная деятельность увеличилась из-за недавних[когда?] налоговых льгот. По данным Currencies Direct, в Румынии в последние годы наблюдался значительный рост цен на жилье, а его процентная ставка снизилась с 154 % в 1997 году до 8,9 % в 2005 году.
Последний глобальный индекс развивающихся рынков от иностранной валютной компании[какой?] показывает, что Румыния впервые попала в первую десятку, достигнув девятого места (ежемесячный индекс основывается на количестве иностранных валютных переводов, осуществленных фирмой в регионы с формирующимся рынком для покупки недвижимости), Румыния становится все более популярным выбором для британских инвесторов в недвижимость, согласно последним исследованиям от Currencies Direct.
Строительная отрасль получает средства от иностранных институтов, включая Европейский банк реконструкции и развития (ЕБРР) и Европейский инвестиционный банк (ЕИБ). Кроме того, румынское министерство окружающей среды и водного хозяйства прилагает усилия для приведения румынских экологических стандартов в соответствие с европейскими стандартами. Одним из текущих проектов в стране являются строительные работы на различных участках автомагистрали Бухарест-Брашов. Все большее число иностранных компаний проявляют интерес к электрическим производственным мощностям в стране. В число компаний входят немецкая Siemens, американская корпорация AES и базирующаяся в Женеве Societe Bancaire Private.
Однако строительная отрасль подвержена ряду рисков, которые могут повлиять на её рост. Например, растущий бюджетный дефицит оказывает все более неблагоприятное воздействие на наличие средств для сектора инфраструктуры.
Несмотря на свои недостатки, BMI занимает 12-е место среди 13 государств, входящих в группу развивающихся стран Европы, из-за инфраструктуры бизнес-среды. По прогнозам, к 2011 году строительная отрасль достигнет 36,2 млрд леев (13,41 млрд долл. США), по оценкам, в 2006 году 20,88 млрд леев (7,43 млрд долл. США).
До начала кризиса румынская строительная индустрия была одной из самых динамичных в Европейском Союзе, но все резко изменилось в 2009 году, когда объём строительства снизился на 15 % по сравнению с аналогичным сокращением, следующим в 2010 году. На строительном рынке Румынии в 2011 должно, наконец, прийти к определённой стабилизации на рынке, но рост вряд ли вернется до 2012 года. PMR Ltd выпустила доклад Строительный сектор в Румынии 2011 — Прогноз развития на 2011—2013 годы, в котором они прогнозируют стабилизацию и возврат к общему строительному рынку в 2012 году.
Румынское гражданское строительство в 2011 году значительно улучшило показатели по сравнению с жилыми и нежилыми сегментами, в результате чего показатели снизились. Причиной этого является увеличение капитальных затрат на инфраструктурные проекты, в частности, на строительство автомобильных и железных дорог. Несмотря на сильный экономический спад, который наблюдался в Румынии в 2009 и 2010 годах, стоимость строительных работ не сильно снизилась по сравнению с сокращением нежилого и жилого строительства. 
Согласно последнему докладу PMR, озаглавленному «Строительный сектор в Румынии 2012 — прогнозы развития на 2012—2014 годы», гражданское строительство увеличилось почти на 16 % в 2011 году и достигло 35 млрд евро (8,3 млрд евро).